# Yakovlev Yak-6
Lo Yakovlev Yak-6 (in caratteri cirillici Яковлев Як-6), indicato anche con il nome in codice NATO Crib, fu un aereo multiruolo bimotore, monoplano ad ala bassa, progettato dall'OKB 115 diretto da Aleksandr Sergeevič Jakovlev e sviluppato in Unione Sovietica nei primi anni quaranta.
Destinato a equipaggiare i reparti della Voenno-vozdušnye sily (V-VS), l'aeronautica militare sovietica, durante la seconda guerra mondiale, fu utilizzato prevalentemente come aereo da trasporto leggero e bombardiere notturno a corto raggio.

## Storia del progetto
Nell'aprile del 1942, l'ufficio di progettazione Yakovlev fu incaricato di realizzare un bimotore multiruolo per integrare e sostituire velivoli più piccoli e monomotore come il Polikarpov U-2. Precisa richiesta fu che il mezzo dovesse essere facile sia da gestire che da costruire. La progettazione e la costruzione dello Yak-6 procedettero in modo estremamente rapido, tanto che il primo prototipo del mezzo volò nel giugno del 1942. Già a settembre dello stesso anno superò i test di accettazione statali e venne avviato rapidamente alla produzione.
Lo Yak-6 fu un monoplano ad ala bassa realizzato interamente in legno e ricoperto in tela, dotato di carrello d'atterraggio triciclo posteriore con le gambe di forza principali che scomparivano dentro le gondole alari dei motori e il ruotino posteriore che veniva retratto in coda tramite un cavo. La Yakovlev aveva previsto in sede progettuale di utilizzare i propulsori M-12 da 190 hp, ma dato non erano ancora disponibili vennero scelti due radiali Shvetsov M-11F 5 cilindri, i quali muovevano due eliche anche esse in legno, come già fatto sui velivoli da addestramento Yakovlev UT-2. Per ridurre al minimo l'uso di risorse sempre più scarse, i serbatoi di carburante del mezzo furono realizzati in compensato reso impermeabile piuttosto che in metallo o gomma. Molti Yak-6 furono dotati di carrello di atterraggio fisso.
L'aereo venne realizzato in due versioni: una come trasporto leggero, dedicata per il rifornimento dei partigiani, trasporto di feriti, servizi vari di collegamento o come corriere più generico. In totale poteva trasportare quattro passeggeri o 500 kg di carico. La seconda versione (denominata NBB nochnoy blizhniy bombardirovshchik - bombardiere notturno a corto raggio) venne adibita a bombardiere leggero notturno a corto raggio, in grado di trasportare fino a 500 kg di bombe poste sulle rastrelliere nelle sezioni centrali alari e con una mitragliatrice ShKAS in posizione dorsale, come armamento difensivo. In totale vennero realizzati 381 esemplari, fino al 1943, quando la produzione venne arrestata.
Vennero realizzate e volarono alcune versioni con un diverso profilo alare, denominate Yak-6M, da queste modifiche venne poi realizzato il più grande Yak-8, il quale volò nel 1944.

## Impiego operativo
Lo Yak-6 venne impiegato con grande efficacia in prima linea durante la Grande guerra patriottica, sia come bombardiere che come trasporto, e venne molto apprezzato dai piloti che lo utilizzavano. Tuttavia il mezzo era soggetto ad entrare in avvitamento incontrollato se il carico era superiore alle specifiche o se non era posizionato correttamente. Pertanto la sua produzione cessò nel 1943 e venne sostituito dal Shcherbakov Shche-2. Dal 1944 molte unità operative della Voenno-vozdušnye sily (V-VS) utilizzavano tale mezzo come trasporto generico. Durante la battaglia di Berlino, lo Yak-6 venne equipaggiato con dei lanciarazzi posti sotto le ali che ospitavano 10 razzi RS-82 da lanciare verso bersagli terrestri. Al termine del conflitto, alcuni Yak-6 vennero forniti agli alleati, e rimasero in servizio nelle forze sovietiche fino al 1950.

## Versioni
- Yak-6 : bimotore da trasporto leggero
- NBB : bombardiere notturno a corto raggio
- Yak-6M : versione migliorata del Yak-6

## Utilizzatori
Francia
- Armée de l'air
  - Normandie-Niémen - Trasporto truppe

 Unione Sovietica
- Voenno-vozdušnye sily

 Mongolia
- Forza aerea mongola - Trasporto

### Annotazioni
1. ↑  La denominazione del "costruttore" risulta scritta in modo diverso da quella del "progettista" poiché, nel secondo caso, la traslitterazione del cognome è effettuata secondo il sistema "ISO 9", impiegato come standard convenzionale nelle pagine di Wikipedia in lingua italiana.

### Fonti
1. 1 2 3  Gunston 1995, p. 468.
2. 1 2  Gordon, Komissarov e Komissarov 2005, p. 235.
3. 1 2  Gunston 1995, p. 467.
4. ↑  Gordon, Komissarov e Komissarov 2005, pp. 235-236.
5. 1 2  Gunston 1995, pp. 467-468.
6. ↑  Alexander 1975, p. 437.
7. ↑  Gordon, Komissarov e Komissarov 2005, pp. 235, 237.
8. ↑  Gordon, Komissarov e Komissarov 2005, p. 237.
9. ↑   History:Serial Production, su yak.ru, A.S. Yakovlev Design Bureau. URL consultato il 26 settembre 2011 (archiviato dall'url originale il 14 aprile 2017).
10. ↑  Gordon, Komissarov e Komissarov 2005, p. 238.
11. ↑  Donald 1997, p. 915.
12. 1 2  Alexander 1975, p. 438.